# Mata de São João (ort)
Mata de São João är en ort i Brasilien.   Den ligger i kommunen Mata de São João och delstaten Bahia, i den östra delen av landet, 1 100 km öster om huvudstaden Brasília. Mata de São João ligger 35 meter över havet och antalet invånare är 26 679.
Terrängen runt Mata de São João är platt. Runt Mata de São João är det ganska tätbefolkat, med 120 invånare per kvadratkilometer.. Närmaste större samhälle är Camaçari, 18,8 km söder om Mata de São João.
Omgivningarna runt Mata de São João är huvudsakligen savann.